# Günther Meier
Günther Meier (Núremberg, 26 de julio de 1941-ibidem, 23 de noviembre de 2020) fue un boxeador alemán que compitió en la categoría de peso mediano ligero (71 kg). Ganó una medalla de bronce olímpica en los Juegos Olímpicos de México de 1968. Meier, también compitió como peso wélter en los Juegos Olímpicos de Múnich de 1972, donde fue eliminado en cuartos de final.

## Vida deportiva
Comenzó a boxear cuando era adolescente en el BC Nürnberg-West. En 1959 fue proclamó campeón alemán de peso ligero junior, demostrando así su gran talento. El camino hacia la cima entre los seniors en la República Federal de Alemania y en Europa fue difícil incluso para un talento como lo era Él, porque además de su carrera en el boxeo, siempre se preocupó por su avance profesional. Para ello, se unió a la Bundeswehr y se convirtió en paracaidista. Estuvo destinado en Altenstadt, cerca de Schongau, y partió hacia el ring de boxeo de Peiting.
En 1962 y 1963 fue proclamadó campeón de Baviera en la categoría de peso mediano ligero senior y en 1965 ganó por primera vez el título del campeonato alemán, al que le siguieron cuatro más hasta 1972. En 1967 y 1969 fue subcampeón de Alemania.
Debutó en campeonatos internacionales de boxeo en los Juegos Olímpicos de 1968 en la Ciudad de México. En ese momento ya tenía 27 años. Pero Günther Meier impresionó en Ciudad de México y venció por puntos en la división de peso mediano ligero a Honorio Bórquez de Chile, Stephen Thega de Kenia y David Jackson de Estados Unidos. En las semifinales se enfrentó al gran favorito en esta categoría de peso, Boris Lagutin, de la Unión Soviética, perdió ante el eventual campeón por una clara decisión de 1-4 en su semifinal.
Cuatro años después, Meier ascendió a la categoría de peso wélter en los Juegos Olímpicos de Múnich, y volvió a perder ante el eventual campeón olímpico, esta vez en cuartos de final, cuando fue derrotado por el cubano Emilio Correa Vaillant, que había vencido al alemán oriental Manfred Wolke en la ronda anterior. Meier se retiró y comenzó una carrera como entrenador amateur. De profesión, fue paracaidista en la Bundeswehr alemana y más tarde se convirtió en profesor de deportes y en vendedor de seguros.

### Resultados olímpicos de 1972
- Ronda de 64: bye
- Dieciseisavos de final: derrotó a Jeff Rackley (Nueva Zelanda) por decisión, 5-0
- Octavos de final: derrotó a Sangnual Rabieb (Tailandia) por decisión, 5-0
- Cuartos de final: perdió ante Emilio Correa (Cuba) por decisión 2-3

Debido al coronavirus, su funeral se celebró el 10 de diciembre, con el círculo familiar más cercano en Núremberg. "La BVBW honrará la memoria de Meier".